# Казталовський сільський округ
Казта́ловський сільський округ (каз. Казталовка ауылдық округі, рос. Казталовский сельский округ) — адміністративна одиниця у складі Казталовського району Західноказахстанської області Казахстану. Адміністративний центр — село Казталовка.
Населення — 5560 осіб (2021; 5903 у 2009, 6016 у 1999, 5682 у 1989).
Станом на 1989 рік існували Бозобинська сільська рада (частина села Казталовка, села Бозоба, Конис, Мирон, Сексенбаєво) та Казталовська сільська рада (частина села Казталовка). Пізніше село Мирон було передано до складу Болашацького сільського округу.

## Склад
До складу округу входять такі населені пункти:
| Населений пункт  | Старі назви            | Населення, осіб (1989) | Населення, осіб (1999) | Населення, осіб (2009) | Населення, осіб (2021) |
| ---------------- | ---------------------- | ---------------------- | ---------------------- | ---------------------- | ---------------------- |
| Бозоба, село     | -                      | 271                    | 270                    | 242                    | 112                    |
| Казталовка, село | -                      | 4540                   | 5008                   | 5055                   | 5560                   |
| Конис, село      | -                      | 552                    | 488                    | 386                    | 313                    |
| Сексенбаєв, село | Сексенбаєво, Більшовик | 319                    | 250                    | 220                    | 74                     |